# Philipp Jakob Cetto
Philipp Jakob Cetto (* 1. Mai 1733 in Laglio am Comer See; † 2. Dezember 1793 in Bingen) war ein deutscher Kaufmann und Bürgermeister des Hochgerichtes St. Wendel.

## Leben
Philipp Jakob Cetto war ein Sohn des Kaufmanns Giovanni Maria Cetto (1713–1752) und dessen erster Ehefrau Elisabeth Porusio. Er kam Mitte des 18. Jahrhunderts aus seiner norditalienischen Heimat nach St. Wendel, wo er das Geschäft der verwandten Familie Vacano übernahm. 1760 wurde er als Neubürger aufgenommen.
Am 2. August 1763 heiratete er in der Wendalinusbasilika in St. Wendel Maria Elisabeth Martina Wassenich (1744–1830), eine Tochter des Gastwirts Johann Josef Wassenich und seiner Ehefrau Maria Elisabeth Angel.
Aus der Ehe gingen zwölf Kinder hervor, von denen sechs das Jugendalter überschritten, darunter die Söhne Karl (1774–1851) und Nikolaus (1790–1855), die später das väterliche Geschäft übernahmen.
1766 eröffnete er das Kaufhaus Cetto, das sich zu einem rentablen Unternehmen entwickelte. Es wurde ein beträchtliches Immobilienvermögen geschaffen. Die Cettos zählten zu den reichsten Einwohnern.
Zusammen mit seiner Frau wurde er 1771 Mitglied der Sebastiansbruderschaft, eine Nothilfevereinigung zur Unterstützung Bedürftiger. Er wurde Schöffe beim Hochgericht und im Dezember 1783 wurde ihm das Amt des Hochgerichts-Bürgermeisters übertragen, das er mehrere Perioden ausübte. Zu seinen Funktionen gehörte offenbar auch die des städtischen Rentenmeisters, in der er 1786 nachgewiesen ist.
Im November 1792 fielen französische Revolutionstruppen in St. Wendel ein. Im September des folgenden Jahres floh Cetto mit seiner Familie zusammen mit dem kurtrierischen Amtmann Franz Richard Maria Joseph Gattermann nach Bingen, um hier Schutz zu suchen. Die Strapazen dieser Flucht waren so groß, dass Philipp Jakob Cetto am 2. Dezember 1793 in Bingen an deren Folgen verstarb.